# Angel (1937)
Angel(br: Anjo;pt: O Anjo) é um filme estadunidense de 1937, do gênero comédia romântica, dirigido por Ernst Lubitsch e estrelado por Marlene Dietrich, Herbert Marshall e Melvyn Douglas. Apesar de não ter sido sucesso, Ken Wlaschin considera o filme um dos melhores das carreiras de Marshall e Douglas (mas não de Marlene). O roteiro é baseado na peça Anjyal, do dramaturgo húngaro Melchior Lengyel.
Angel marcou o fim de uma associação de sete anos entre Marlene Dietrich e a Paramount Pictures. Ela voltaria a trabalhar no estúdio somente uma década depois.

## Sinopse
Negligenciada pelo marido, o diplomata Sir Frederick Barker, Maria embarca para Paris, onde vive a Grã-Duquesa Anna Dmitrievna, sua amiga e dona de um bordel. Lá, sem revelar sua identidade, ela se envolve com Anthony Halton, turista americano que se encanta com ela e que a trata por "Anjo". Maria, porém, o repele quando as coisas começam a ficar mais sérias e volta para casa, na Inglaterra, onde o marido continua sempre ocupado com o trabalho. Um dia Frederick encontra Anthony, de quem é velho amigo, e que lhe fala da misteriosa "Anjo". Sem desconfiar de nada, Frederick apresenta Anthony a Maria.

## Elenco
| Ator/Atriz            | Personagem                  |
| --------------------- | --------------------------- |
| Marlene Dietrich      | Maria Baker                 |
| Herbert Marshall      | Frederick Marshall          |
| Melvyn Douglas        | Anthony Halton              |
| Edward Everett Horton | Graham                      |
| Ernest Cossart        | Chris Wilton                |
| Laura Hope Crews      | Grã-Duquesa Anna Dmitrievna |
| Herbert Mundin        | Senhor Greenwood            |